# Ann Ronell
Ann Ronell, původně Rosenblatt, (28. prosince 1906 nebo 1908 – 25. prosince 1993) byla americká hudební skladatelka a textařka. Narodila se v Omaze a hudbu studovala u Waltera Pistona. V roce 1942 složila hudbu k broadwayskému muzikálu Count Me In. Rovněž napsala písně do různých filmů. Roku 1932 napsala píseň „Willow Weep for Me“, kterou hráli například Thelonious Monk, Diana Krall a Frank Sinatra.